# Chiesa di San Benedetto (Pistoia)
La chiesa di San Benedetto è una chiesa pistoiese del XIV secolo.

## Storia
Il 28 agosto 1380 il vescovo di Pistoia Giovanni Vivenzi assistito dai canonici della cattedrale e dal clero cittadino benedisse la prima pietra del monastero per poi posarla nello scavo delle fondamenta. Fu Bartolomeo Franchi, canonico che ricoprì importanti incarichi alla corte pontificia, a prendere l'iniziativa per la fondazione di un monastero a Pistoia che seguisse la regola di Monteoliveto, allora tenuta molto in considerazione dai pontefici, stanziando ottomila fiorini d'oro. La data esatta della fine dei lavori non è conosciuta, ma lo storico Natale Rauty afferma che sicuramente è anteriore al 1386 in quanto in questa data la comunità di monaci aveva già raggiunto le dodici unità, ovvero la quantità prescritta nell'atto di donazione da parte di Piero Guidotti. Ricevente della donazione per conto dell'Ordine e primo abate del monastero fu il pistoiese Giovanni Donati.
Il giorno successivo alla benedizione della prima pietra da parte del vescovo, questi unì al nuovo monastero la chiesa di Santa Maria a Spedalino Asnelli, in località Agliana. L'obiettivo del vescovo era duplice: riportare decoro all'ospedale aglianese e utilizzare nel frattempo le sue rendite per garantire la regolarità dei lavori di costruzione del monastero. Con l'incorporazione dei beni dell'ospedale di Osnello i monaci s'impegnavano a mantenere le case di Osnello e ad accogliervi i poveri; un patto con altre condizioni sarebbe poi stato ratificato il 15 marzo 1437 da don Lorenzo abate degli Olivetani.
Suppone il Rauty che il monastero doveva essere ben considerato dalle gerarchie dell'Ordine in quanto dal 1º al 4 maggio 1391 ne ospitò il capitolo generale, per la prima volta non tenutosi a Monte Oliveto Maggiore in quanto quest'ultima località non era agibile per cause belliche. Diversa fu invece la considerazione delle famiglie di alto blasone della città, almeno fino al Cinquecento. Per un priore pistoiese, dopo il periodo di Giovanni Donati, si dovrà attendere fino al 1516, ma ciononostante non mancarono le donazioni anche cospicue da parte di cittadini che permisero al monastero di finanziare i lavori di sistemazione e ampliamento del complesso. Solo dalla seconda metà del Cinquecento le famiglie nobili pistoiesi rivolgono più attenzione a San Benedetto e difatti si trovano tra gli abati molti membri di tali famiglie. Questa graduale integrazione del monastero nella vita sociale e artistica della città si attesta tra la fine del XVI e l'inizio del XVII: le famiglie più importanti della città finanziano interventi artistici nell'edificio e come maestro di cappello è presente Jacopo Melani.

### Il declino

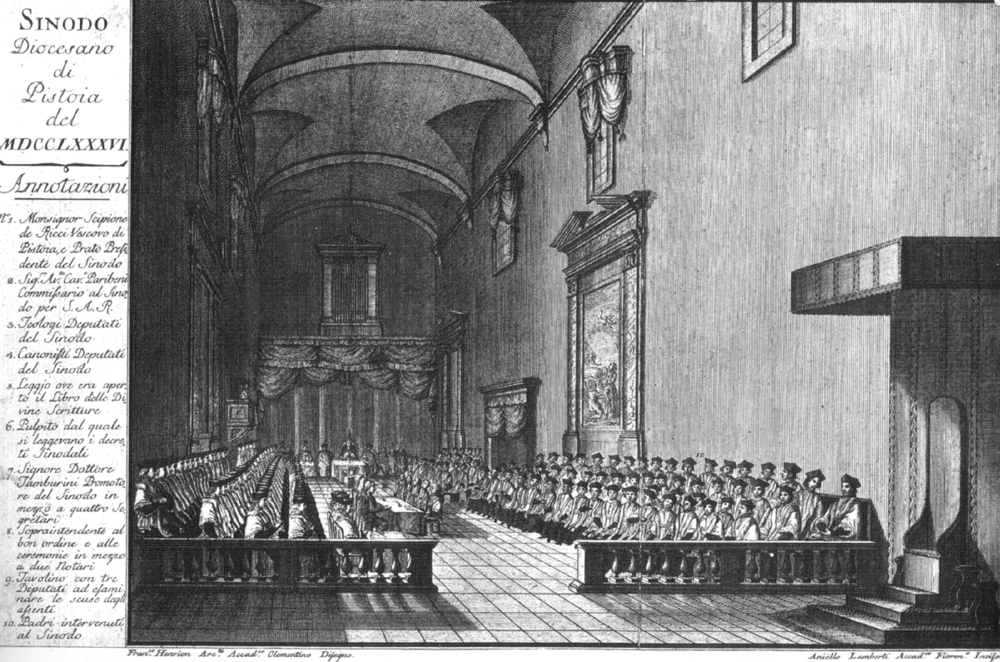
Il sinodo di Pistoia si tenne all'interno della chiesa di San Benedetto, ribattezzata San Leopoldo dal vescovo de' Ricci

Il 18 agosto 1782 le guardie armate del Bargello impongono ai monaci di lasciare immediatamente l'edificio come decretato dal granduca Pietro Leopoldo su richiesta del vescovo Scipione de' Ricci. Egli, con l'appoggio del Granduca Pietro Leopoldo, soppresse molte istituzioni religiose e monasteri pistoiesi, i cui beni furono incorporati al "Patrimonio ecclesiastico" con lo scopo di costruire nuove chiese parrocchiali e mantenere i sacerdoti. Nel caso del monastero di San Benedetto l'esecuzione dell'ordine del sovrano fu più brutale e sbrigativa in quanto il Ricci aveva già destinato lo stabile a sede dell'Accademia ecclesiastica. Questa nuova istituzione avrebbe dovuto costituire un centro di cultura teologica collegato con altri centri giansenisti come Port-Royal e Utrecht. Fu proprio nella chiesa del monastero, ribattezzata San Leopoldo in onore al Granduca, che venne ospitato dal 18 al 28 settembre 1786 il rinomato Sinodo di Pistoia.
Dopo la vendita del palazzo vescovile in piazza Duomo dello stesso anno tutti gli uffici della Curia furono trasferiti nell'area vicino a porta Lucchese, la stessa del monastero olivetano. In attesa della nuova sede vescovile il Ricci si trasferì nel monastero, divenuto sede dell'Accademia, nel settembre 1788 e qui visse fino al 24 aprile 1790, quando lasciò la città durante un violento moto popolare.
Dopo il periodo del Ricci il monastero subì un progressivo abbandono: nel 1799 fu utilizzato come caserma dalle truppe francesi, ospitando fino a mille soldati, e rimase adibito a tale funzione fino al 1827 quando il vescovo Toli ne unì la fabbrica con quella del seminario vescovile a suo tempo trasferito dal Ricci nel vicino monastero di S. Chiara.

### Storia recente
In tempi recenti il fabbricato del monastero olivetano non è stato più utilizzato dal Seminario. La chiesa, che ha riottenuto dal vescovo il titolo di San Benedetto nel 1957, assieme agli edifici vicini, è utilizzata come succursale della parrocchia di San Vitale.
L'ala sud-ovest del monastero è stata restaurata - con alcune interruzioni - dal 1978 al 1984 grazie al finanziamento della Cassa di Risparmio di Pistoia e Pescia affinché i locali fossero a disposizione di un'opera di assistenza agli anziani; i lavori furono progettati e diretti dall'architetto Carlo Sguazzoni e Natale Rauty.

## Descrizione

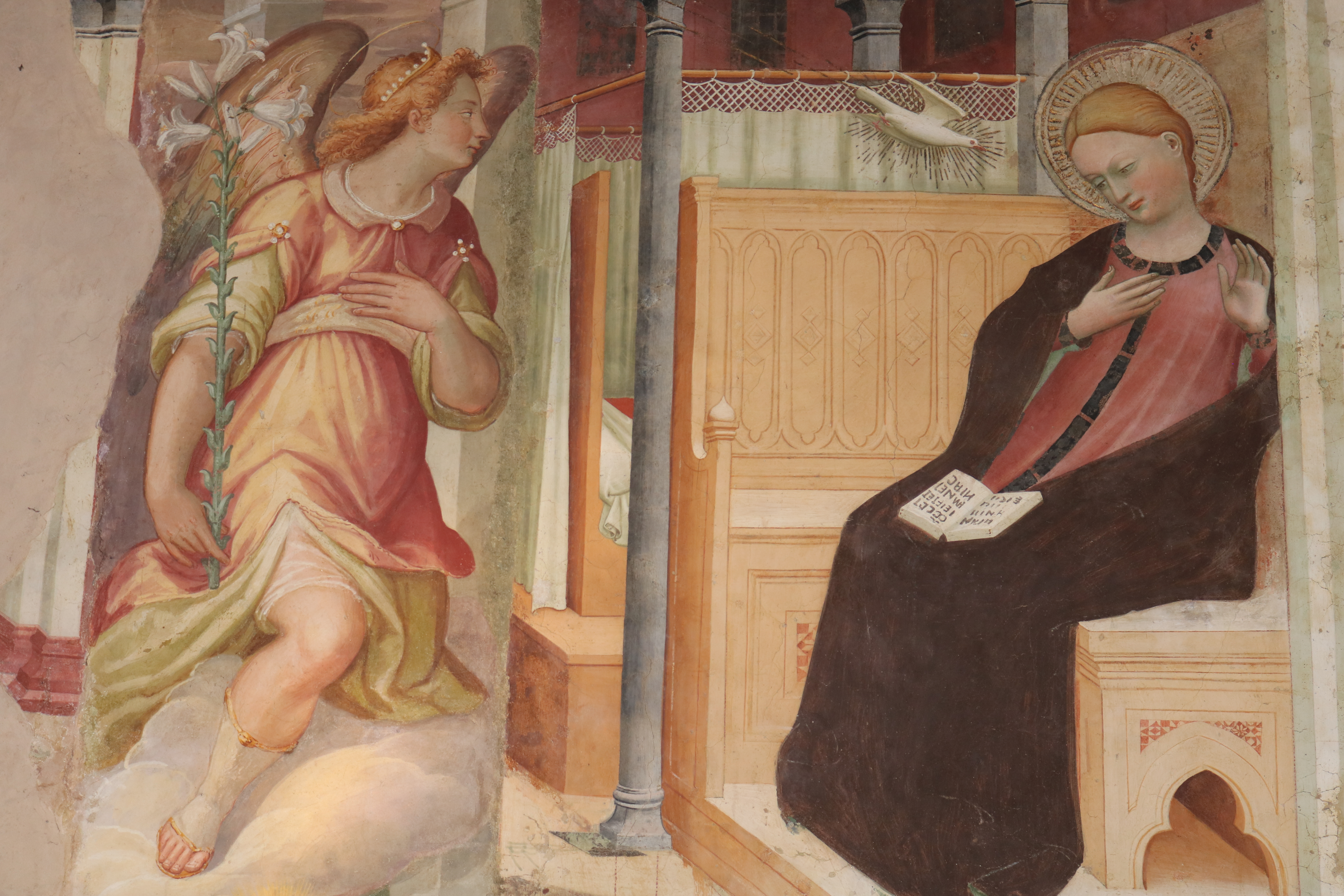
Annunciazione di Giovanni di Bartolomeo Cristiani,1390

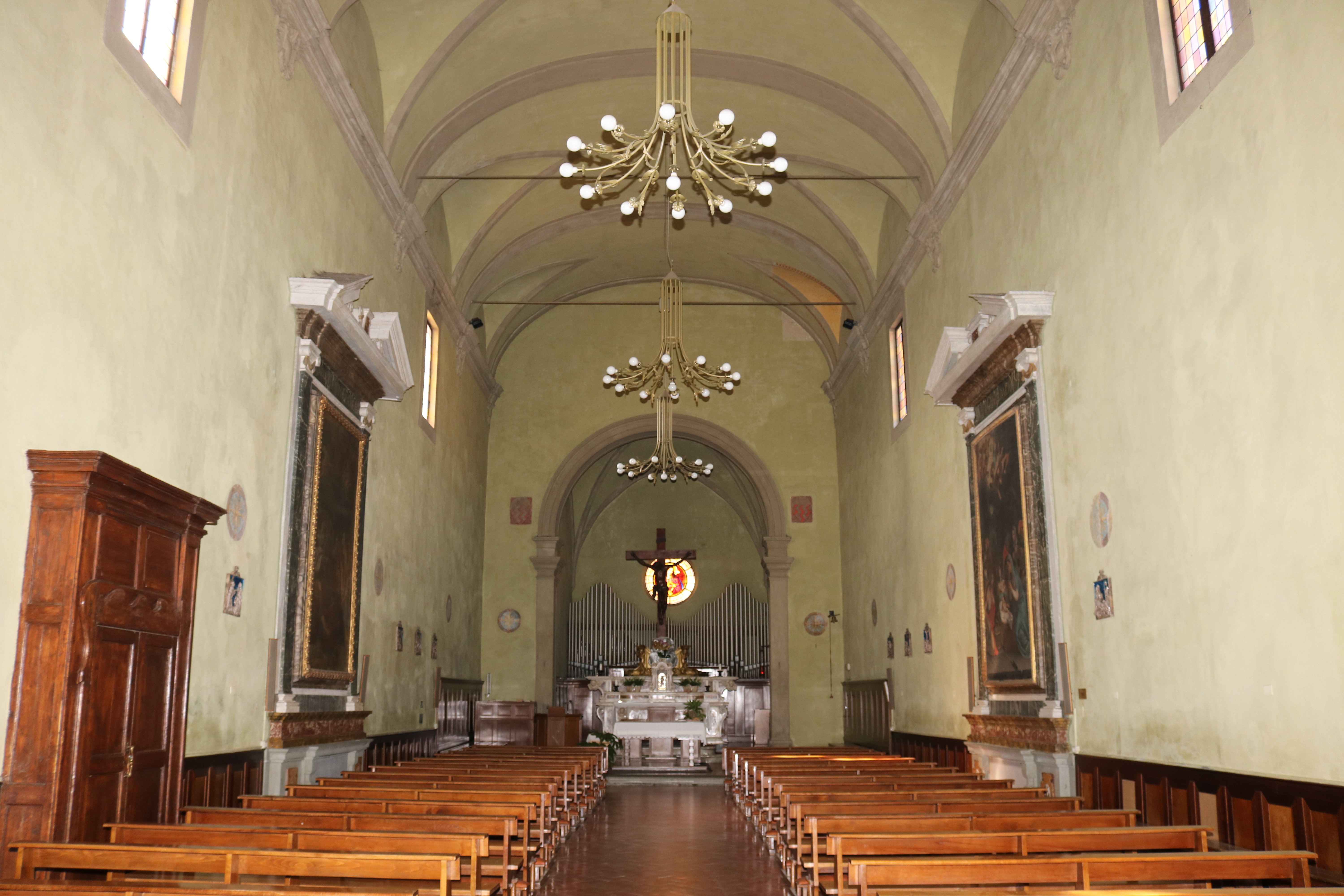
L'interno

Il terreno donato da Piero si trovava in prossimità delle mura occidentali della città, in una zona allora quasi del tutto inedificata e adibita alla coltivazione ad orti. Il terreno consisteva in sei staiora pistoiesi (circa 7500 metri quadrati) confinati da tre vie pubbliche: via dello Stallone a nord (poi via degli Spensieriti e oggi via Bindi); a est la via che portava al monastero di S. Chiara, oggi via del Seminario; a ovest via delle Cerchie, oggi scomparsa, interna alle mura e che circonvallava la città. Infine a sud vi erano orti di altri enti ecclesiastici che gli Olivetani comprarono una ventina d'anni dopo. Questi campi erano delimitati a sud da una via secondaria ortogonale alle mura, oggi scomparsa, che li separava dal monastero di S. Chiara.
Nel 1630 la chiesa fu ristrutturata e a questo momento risale anche il portico antistante la facciata. 
Nell'interno, ad aula unica, si trovano una Annunciazione di Giovanni Bartolomeo Cristiani (1390), un dipinto con San Benedetto, il Redentore, la Vergine e San Bartolomeo, di scuola fiorentina del XVI secolo, una Adorazione dei pastori del primo Seicento all'altare del pittore e mecenate pistoise Bartolomeo Carafantoni, assegnabile ad un pittore ancora anonimo, e una Santa Francesca Romana di Giacinto Gimignani.
Il chiostro piccolo è decorato con le Storie dell'ordine dei Cavalieri di San Benedetto di Giovan Battista Vanni (1660). Il monastero fu soppresso nel 1782 e il complesso ospitò l'Accademia Ecclesiastica. Nel 1786 nella chiesa si tenne il Sinodo Diocesano che approvò le tesi gianseniste ispirate dal vescovo Scipione de' Ricci.